# جام ملت‌های آمریکای جنوبی ۱۹۲۲
جام ملت‌های آمریکای جنوبی ۱۹۲۲ (انگلیسی: 1922 South American Championship) ششمین دوره جام ملت‌های آمریکای جنوبی می‌باشد که به میزبانی برزیل از تاریخ ۱۷ سپتامبر تا ۲۲ اکتبر ۱۹۲۲ در شهر ریو دو ژانیرو برگزار شد. مسابقات ابتدا قرار بود در شیلی برگزار شود ولی به دلیل صدمین سالگرد استقلال برزیل میزبانی به برزیل سپرده شد. در این دوره برای اولین بار پنج کشور عضو کونمبول شامل برزیل، آرژانتین، اروگوئه، شیلی و پاراگوئه شرکت کردند و در انتها تیم ملی فوتبال برزیل موفق شد با قهرمانی در این مسابقات دومین قهرمانی خود را بدست آورد.

## مروری بر مسابقات
هیچ مسابقه مقدماتی برای ورود به مرحله نهایی مسابقات وجود نداشت. این دوره برای اولین بار با حضور پنج کشور شامل برزیل، آرژانتین، اروگوئه، شیلی و پاراگوئه برگزار شد. همه مسابقات در یک شهر برگزار شد. همه تیم‌ها در یک گروه قرار گرفتند و با یکدیگر به رقابت پرداختند. تیمی که بهترین نتیجه را کسب می‌کرد قهرمان مسابقات می‌شد. دو امتیاز برای برد، یک امتیاز برای تساوی و صفر برای یک شکست در نظر گرفته شد. اگر در جدول رده‌بندی شرایط امتیاز یکسان بود، یک مسابقه پلی آف برای تعیین قهرمان برگزار شد.

## ورزشگاه‌ها
| ریو دو ژانیرو           |
| ----------------------- |
| Estadio das Laranjeiras |
| ظرفیت: ۲۰٬۰۰۰           |
|                         |

## مسابقات
| تیم      | بازی | برد | مساوی | باخت | گل زده | گل خورده | تفاضل گل | امتیاز |
| -------- | ---- | --- | ----- | ---- | ------ | -------- | -------- | ------ |
| برزیل    | ۴    | ۱   | ۳     | ۰    | ۴      | ۲        | +۲       | ۵      |
| پاراگوئه | ۴    | ۲   | ۱     | ۱    | ۵      | ۳        | +۲       | ۵      |
| اروگوئه  | ۴    | ۲   | ۱     | ۱    | ۳      | ۱        | +۲       | ۵      |
| آرژانتین | ۴    | ۲   | ۰     | ۲    | ۶      | ۳        | +۳       | ۴      |
| شیلی     | ۴    | ۰   | ۱     | ۳    | ۱      | ۱۰       | −۹       | ۱      |

| برزیل   | ۱–۱ | شیلی      |
| ------- | --- | --------- |
| Tatú ۹' |     | Bravo ۴۱' |

| شیلی | ۰–۲ | اروگوئه                                     |
| ---- | --- | ------------------------------------------- |
|      |     | Heguy ۱۰' · آنتونیو اوردیناران ۱۹' (پنالتی) |

| برزیل              | ۱–۱ | پاراگوئه  |
| ------------------ | --- | --------- |
| آمیلکار باربوی ۱۴' |     | Rivas ۷۱' |

| آرژانتین                                     | ۴–۰ | شیلی |
| -------------------------------------------- | --- | ---- |
| Chiessa ۱۰' · Francia ۳۶'، ۴۱' · Gaslini ۷۵' |     |      |

| برزیل | ۰–۰ | اروگوئه |
| ----- | --- | ------- |
|       |     |         |

| پاراگوئه                            | ۳–۰ | شیلی |
| ----------------------------------- | --- | ---- |
| Ramírez ۵' · López ۷۸' · Fretes ۸۶' |     |      |

| اروگوئه     | ۱–۰ | آرژانتین |
| ----------- | --- | -------- |
| Buffoni ۴۳' |     |          |

| اروگوئه | ۰–۱ | پاراگوئه    |
| ------- | --- | ----------- |
|         |     | Elizeche ۷' |

| برزیل                                 | ۲–۰ | آرژانتین |
| ------------------------------------- | --- | -------- |
| نکو ۴۲' · آمیلکار باربوی ۸۶' (پنالتی) |     |          |

| پاراگوئه | ۰–۲ | آرژانتین                  |
| -------- | --- | ------------------------- |
|          |     | Francia ۶۳'، ۷۹' (پنالتی) |

در این مسابقه همه بازیکنان پاراگوئه در اعتراض به ضربات پنالتی که توسط داور گرفته شد، زمین مسابقه را ترک کردند.

### بازی پلی آف برای تعیین قهرمان (فینال)
بعد از انجام بازی‌های گروهی وضعیت برزیل، پاراگوئه و اروگوئه از نظر امتیاز و تفاضل گل مشابه بود لذا بازی‌های پلی آف برای سه تیم در نظر گرفته شده بود. اروگوئه پس از عملکرد مشکوک داور برزیلی در بازی خود مقابل پاراگوئه، که منجر به باخت این تیم شده بود اعتراض کرده و کنار کشید. بنابراین تنها یک بازی پلی آف بین برزیل و پاراگوئه انجام شد که در آن مسابقه برزیل با نتیجه ۳ بر ۰ مقابل پاراگوئه به پیروزی رسید و قهرمان مسابقات شد.
| برزیل                      | ۳–۰ | پاراگوئه |
| -------------------------- | --- | -------- |
| نکو ۱۱' · Formiga ۴۸'، ۸۹' |     |          |

## نتیجه
| قهرمان جام ملت‌های آمریکای جنوبی ۱۹۲۲ |
| ------------------------------------ |
| · برزیل · دومین عنوان                |

## گلزنان
۴ گل
- Francia

۲ گل
| - آمیلکار باربوی - Rivas | - Formiga | - نکو |

۱ گل
| - Chiessa - Gaslini - Tatú - Bravo | - Elizeche - Fretes - López - Ramírez | - Buffoni - Heguy - آنتونیو اوردیناران |